# Соколовский, Валентин Иванович
Валенти́н Ива́нович Соколо́вский (род. 22 февраля 1947 года, Вена) — украинский режиссёр, сценарист, писатель, драматург.

## Биография
Родился в Вене. С 1951 года живёт в Киеве.
С 1964 года учился на кинофакультете Киевского театрального института в мастерской Григория Крикуна и Тимура Золоева. Диплом кинорежиссёра защитил в 1969 году картиной «Земля наша», отмеченной 2-м съездом колхозников СССР и золотой медалью ВДНХ в Москве.
С 1968 по 1993 год работал на «Киевнаучфильме», сняв около сотни картин. Отмечались они неоднократно. Так, в 1978 году картина «На огненной вахте» получила «Янтарного Петуха» — главный приз смотра фильмов стран СЭВ по пожарной безопасности. Пожарная охрана СССР долгие годы считала этот фильм своей визитной карточкой.
Годом раньше бронзовой медалью ВДНХ была отмечена его картина «Осмысливая тайнопись молекул».
В 1979 году Госкино СССР одним из своих циркулярных писем рекомендовало фильм «Тайна высохшей лужи» в качестве образца научно-популярного кино.
С 1991 года стремится работать в соответствии со своими интересами. В частности, в 1993—2000 годах на «Укртелефильме» снял 12 фильмов цикла «Архитекторы Киева».
В 1995 году фильм «Рукопись из Пересопницы» удостоен Серебряной Оранты на Первом Украинском кинофестивале христианского искусства.
В 2003 году к Дню Киева за многолетнюю работу по сохранению и популяризации историко-культурного наследия получил благодарность киевского городского головы.
В 2005 году фильм «Александра Экстер и мировая сценография» стал первым из цикла «Искусство мира — вклад Украины». На международном кинофестивале «Контакт» 2006 года этот фильм был признан лучшим короткометражным фильмом национального конкурса. Замысел цикла включает 26 названий. Вторым и последним стал «Александр Богомазов и украинский кубофутуризм».
Круг интересов позволяет работать в других сферах. Возглавлял службы перевода на международных кинофестивалях «Молодость» и «Контакт», снимал клипы, сотрудничал в СМИ, работал копирайтером в рекламе. В качестве автора и art-директора участвовал в издании альбома современной скульптуры.
В 2006 году издал роман «Анна, Анри и Рауль» о дочери Ярослава Мудрого, ставшей королевой Франции. По роману написал пьесу «Мы будем жить вечно». С 2004 по 2008 год около полусотни раз она прошла на сцене экспериментального театра киевского Дома актёра.
В 2008 году спектакль и автор пьесы были приглашены в Париж французской ассоциацией «Украинские подснежники» для участия в 4-м выпуске культурного события «Взгляд из Украины», являющимся, по сути, днями украинской культуры, проводившимися под эгидой Министерства иностранных дел Украины.
В 2014 году под названием «Ярославна — королева Франции» пьеса поставлена во Львове на сцене театра имени Марии Заньковецкой.
В 2008 году издал роман «Письма сестре или Киевские каникулы академиста Врубеля» о киевском периоде жизни художника, периоде его становления. На основе романа написал пьесу «Камертон», которая была презентована в киевском Доме актера ещё в 2002 году.

В 2011 году состоялась премьера этой пьесы в форме моноспектакля.
В этом же, 2011 году, киевское издательство Лат&К выпустило второе, доработанное, издание «Писем сестре».
В 2013 году Лат&К издало его повесть «Ночь в городе вишен или В ожидании Франсуа» о жизни великого французского поэта Франсуа Вийона.

## Фильмография (с1991 года, выборочно)
- «Рерих и Украина» (1991)
- «Все мы родом из детства» (1991)
- «Кременец» (1992, укр.) — Из серии «Золотое ожерелье Украины»
- «Взойди на горы Киевские» (1992, укр.)
- «Медицина Киевской Руси» (1993, укр.) — Из сериала «Неизвестная Украина»
- «Андрей Первозванный» (1993, укр.) — Из сериала «Кое-что из прошлого»
- «Тайны Межигорья» (1993, укр.)
- «Рукопись из Пересопницы» (1993, укр.)
- «Загадка Петра Могилы» (1995, укр., англ., франц., нем.)
- «Дом среди аллей. Стравинские» (1995, укр., англ., франц., нем.)
- «Ровно. Открытые ворота» (1997, укр., англ., франц., нем.)
- «Винница. Дар будущему» (1998, укр.)
- «Василий Бородай» (1999, укр.)
- «Михаил Остроградский» (2001, укр.)
- «Антонов» — XXI век… полёт нормальный" (2001, рус., англ.)
- «Принимаем вызов времени» (Шахта «Комсомолец Донбасса») (2001)
- «Сварке принадлежит будущее» (2003) — Институт электросварки им. Е. О. Патона
- «Летать, высоты не теряя! (Авиаконструктор О. Антонов)» (2006, рус., англ.)

Цикл «Искусство мира — вклад Украины» (на укр. языке)
- «Александра Экстер и мировая сценография» (2005, англ. титр)
- «Украинский кубофутуризм и Александр Богомазов» (2006, англ. титр)

Серия «Архитекторы Киева» (на укр. языке)
- «Беретти. Отец и сын» (1994)
- «Владислав Городецкий» (1995)
- «Иоганн-Готфрид Шедель» (1995)
- «Степан Ковнир» (1995)
- «Владимир Николаев» (1996)
- «Иван Григорович-Барский» (1996)
- «Андрей Меленский» (1997)
- «Александр Вербицкий» (1998)
- «Валериан Рыков» (1999)
- «Александр Шиле» (1999)
- «Александр Кобелев» (1999)
- «Павел Алешин» (2000)

## Романы, повести, пьесы
- Пьеса «Мы будем жить вечно» (премьера 2004)
- Роман «Анна, Анри и Рауль» (2006)
- Роман «Письма сестре или Киевские каникулы академиста Врубеля» (2008, второе издание 2011, третье издание 2018)
- Пьеса «Камертон» (презентация 2002, премьера 2011)
- Повесть «Ночь в городе вишен или В ожидании Франсуа» (2013)